# واوکس لاس سنت کلود
واوکس لاس سنت کلود (به فرانسوی: Vaux-lès-Saint-Claude) یک کامین در فرانسه است که در Canton of Saint-Claude واقع شده‌است.

## خصوصیات
واوکس لاس سنت کلود ۹٫۳۶ کیلومترمربع مساحت و ۶۸۴ نفر جمعیت دارد.